# (2086) Newell
(2086) Newell (1966 BC) – planetoida z pasa głównego asteroid okrążająca Słońce w ciągu 3,72 lat w średniej odległości 2,4 au. Odkryta 20 stycznia 1966 roku.